# Yannick Nyanga
Yannick Nyanga (Kinshasa, 19 dicembre 1983) è un ex rugbista a 15 francese, che giocava nel ruolo di terza linea. Dal 2019 è il direttore sportivo del Racing 92.

## Biografia
Cresciuto in Francia nel Béziers, esordì in campionato nella prima squadra di tale club; selezionato più tardi come internazionale, nel luglio 2004 prese parte al tour della Francia in Nordamerica, esordendo contro gli Stati Uniti.
Presente ai Sei Nazioni del 2005 e 2006, vanta la vittoria in quest'ultimo; ha inoltre partecipato alla Coppa del Mondo di rugby 2007 in Francia, competizione nel corso della quale ha disputato la sua - a tutt'oggi - più recente partita internazionale, la finale per il 3º posto persa contro l'Argentina.
Passato al Tolosa nel 2005, con tale club si è laureato due volte campione di Francia e una volta campione europeo.

## Palmarès
- Campionati francesi: 4
Tolosa: 2007-08, 2010-11, 2011-12
Racing Métro 92: 2015-16
- Heineken Cup: 1
Tolosa: 2009-10